# Іларіон (Лежайський)
Архімандрит Іларіон Лежайський (1657, Чернігів, Гетьманщина — 14 жовтня 1717, Пекін, Династія Цін) — український релігійний діяч, православний місіонер. Голова першої російської духовної місії в Китаї.
Діяльність архімандрита Іларіона залишила важливий слід у розвитку православ'я в Китаї. Попри брак збережених документів, його внесок у місію та особисті якості залишилися в історичній пам'яті як приклад сумлінного служіння і високих моральних чеснот.

## Життєпис
Іларіон Лежайський народився в Чернігові у 1657 році. Отримав освіту в Києво-Могилянській академії, після чого допомагав архієпископу Чернігівському та Новгород-Сіверському Іоанну (Максимовичу) у становленні Чернігівського колегіуму. У 1702 році, разом із митрополитом Філофеєм Лещинським, переїхав до Тобольська, де служив ієромонахом та проповідником при архієрейському домі. У 1709 році Іларіона було призначено архімандритом Якутського Спаського монастиря, а також управителем Кіренського та Ілімського острогів.

## Місія в Пекіні
У 1713 році митрополит Іоанн призначив Іларіона начальником першої російської православної місії в Пекіні. Місія отримала повне матеріальне забезпечення, включаючи ікони, богослужбові книги та інше необхідне начиння. 30 квітня 1715 року місія прибула до Пекіна, де була прийнята з особливою шаною. Китайський імператор Кансі надав Іларіону чин мандарина 5-го ступеня, що свідчило про високе визнання його статусу.
Хоча документів про діяльність місії збереглося мало, відомо, що Іларіон користувався повагою як у місцевого населення, так і у китайського імператора. За повідомленням Петра І, архімандрит відзначався розумом та моральними якостями. Імператор Кансі щомісяця надсилав чиновника для перевірки стану здоров'я Іларіона та потреб місії.
Маттео Ріпа, посланник Папи Римського в Пекіні, залишив свідчення про свою зустріч з Іларіоном, відзначаючи його благородні манери, елегантність та охайність. Ріпа згадував, що, попри обмеженість у контактах з китайцями через мовний бар'єр, Іларіон сумлінно виконував обов'язки пастиря серед невеликої християнської громади, що складалася переважно з нащадків руських військовополонених.
Архімандрит Іларіон помер 14 жовтня 1717 року. У 1718 році на його могилі встановили надгробний камінь із написами старослов'янською, китайською та маньчжурською мовами, що увіковічнювали його ім'я. За свідченням католицьких місіонерів, його поховали на руському кладовищі на північ від Татарської міської стіни в Пекіні. На сьогодні точне місцезнаходження його поховання невідоме, оскільки на цій території створено парк.